# 琴似神社
琴似神社（ことに じんじゃ）は、北海道札幌市西区琴似1条7丁目1-30にある神社。旧社格は郷社。江戸時代後期から明治時代初期に流行した藩祖を祀った神社のひとつ。

## 祭神
- 天照大御神
- 豊受大神
- 大国主命
- 武早智雄神
- 土津霊神

## 由緒
琴似に屯田兵が入植したとき、同時に祀られた神社である。一部の兵士の出身地であった仙台藩亘理伊達氏の祖伊達成実を武早智雄神として祭神とした。はじめは武早神社といって、日登寺の境内に祠を造って祀っていた。その後、斎藤繁三郎氏から寄進された水上通り（琴似中学校の西側）に置かれた。この時、北海道有珠郡に入植していた第十四代亘理領主伊達邦成から、陣羽織と直筆の掛け軸等を奉納された。琴似村の住民を氏子にして、明治時代には出店、芝居、蓄音機が出る年一度の祭りが村人総出の楽しみであったという。
- 1870年（明治3年） - 有珠に入植していた第十四代亘理領主伊達邦成の刀や陣羽織、直筆の掛け軸等を奉納され、社宝となった。
- 1875年（明治8年） - 武早神社として創建。
- 1897年（明治30年） - 琴似神社に改称[2]。
- 1911年（明治44年） - 国土開拓の神・大国主大神を札幌神社（現・北海道神宮）から分霊。
- 1915年（大正4年）- 村社に列せられる。現在地に移転。
- 1944年（昭和19年） - 郷社になった。
- 1968年（昭和43年） - 伊勢神宮から内宮の天照大御神と外宮の豊受大神を分霊。
- 1994年（平成6年） - 会津藩藩祖保科正之公の合祀許可。

## 境内
琴似屯田兵屋
北海道指定有形文化財。
1875年（明治8年）に屯田兵の佐藤喜一郎に支給された家屋を、1964年（昭和39年）に移築したもの。
琴似兵村五十年記念塔
1923年（大正13年）建立。1998年（平成10年）9月、老朽化のため撤去。
忠魂碑
1911年（大正元年）建立。
「琴似屯田授産場址」碑
1981年（昭和56年）建立。
安全神社
祭神 - 天御中主大神（あめのみなかぬしのおおかみ）
報徳神社
祭神 - 大国魂神（おおくにたまのかみ）
御門山琴似天満宮
祭神 - 菅原大神（すがわらおおかみ）

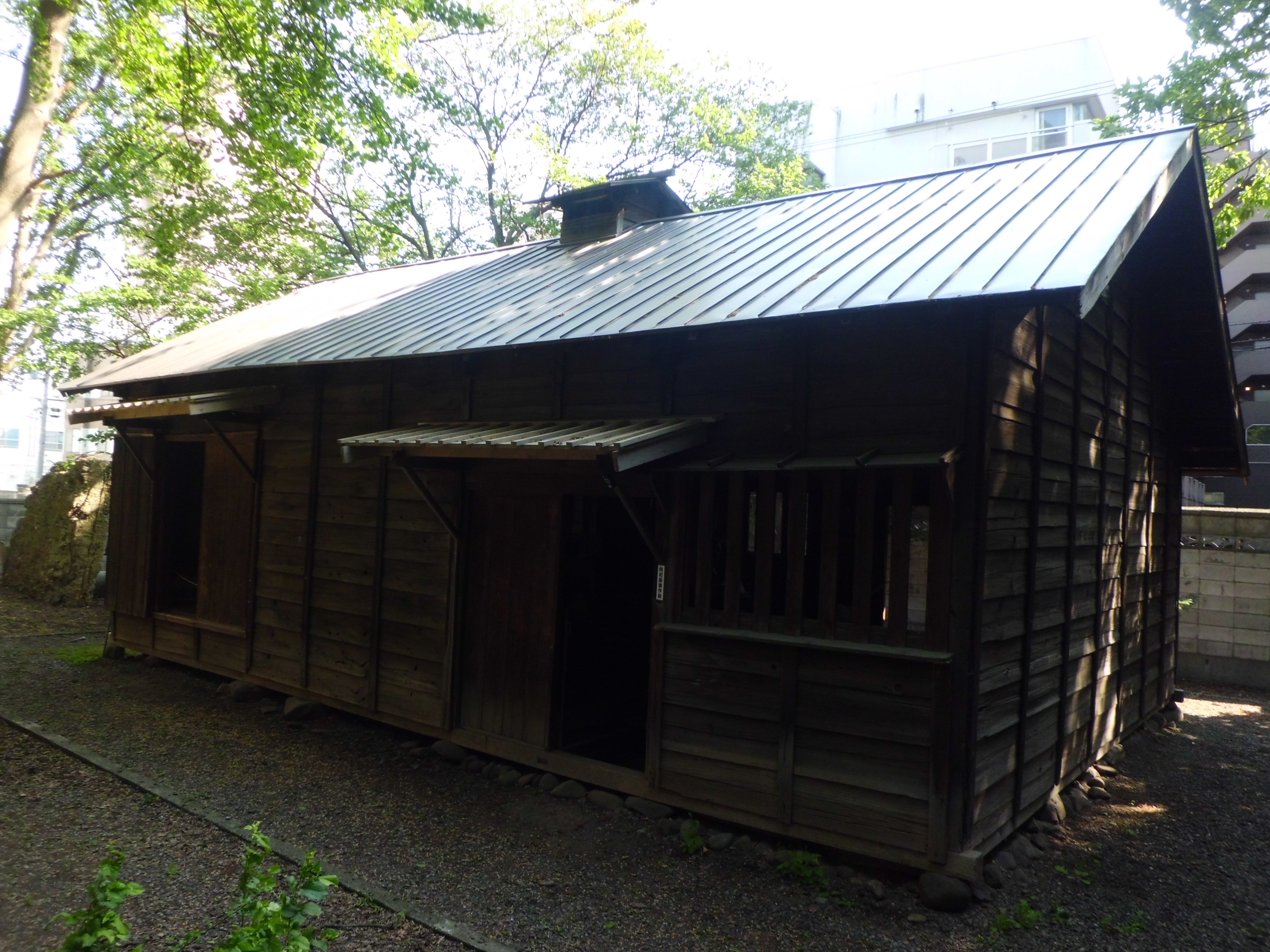
琴似屯田兵屋
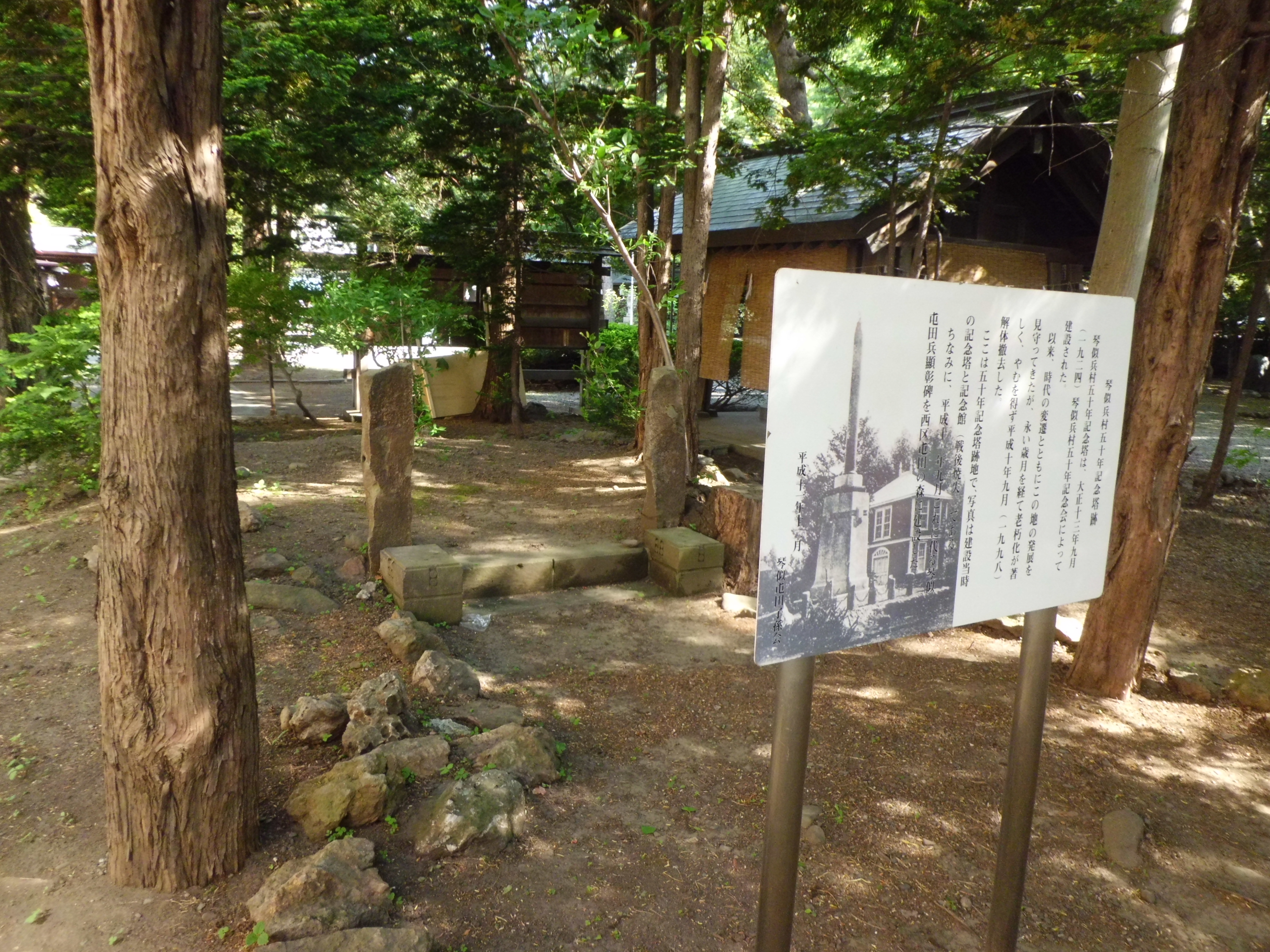
琴似兵村五十年記念塔跡
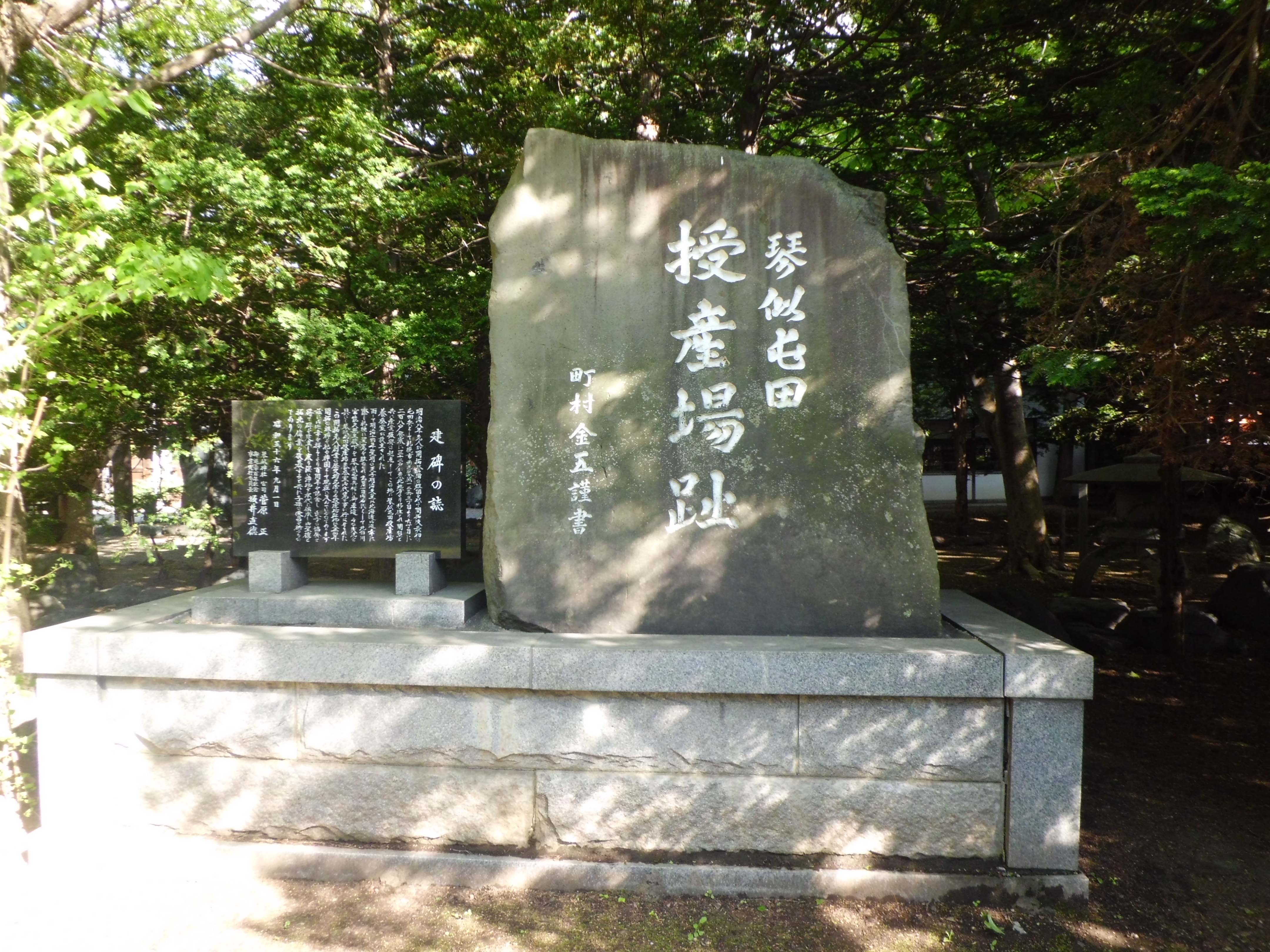
「琴似屯田授産場址」碑
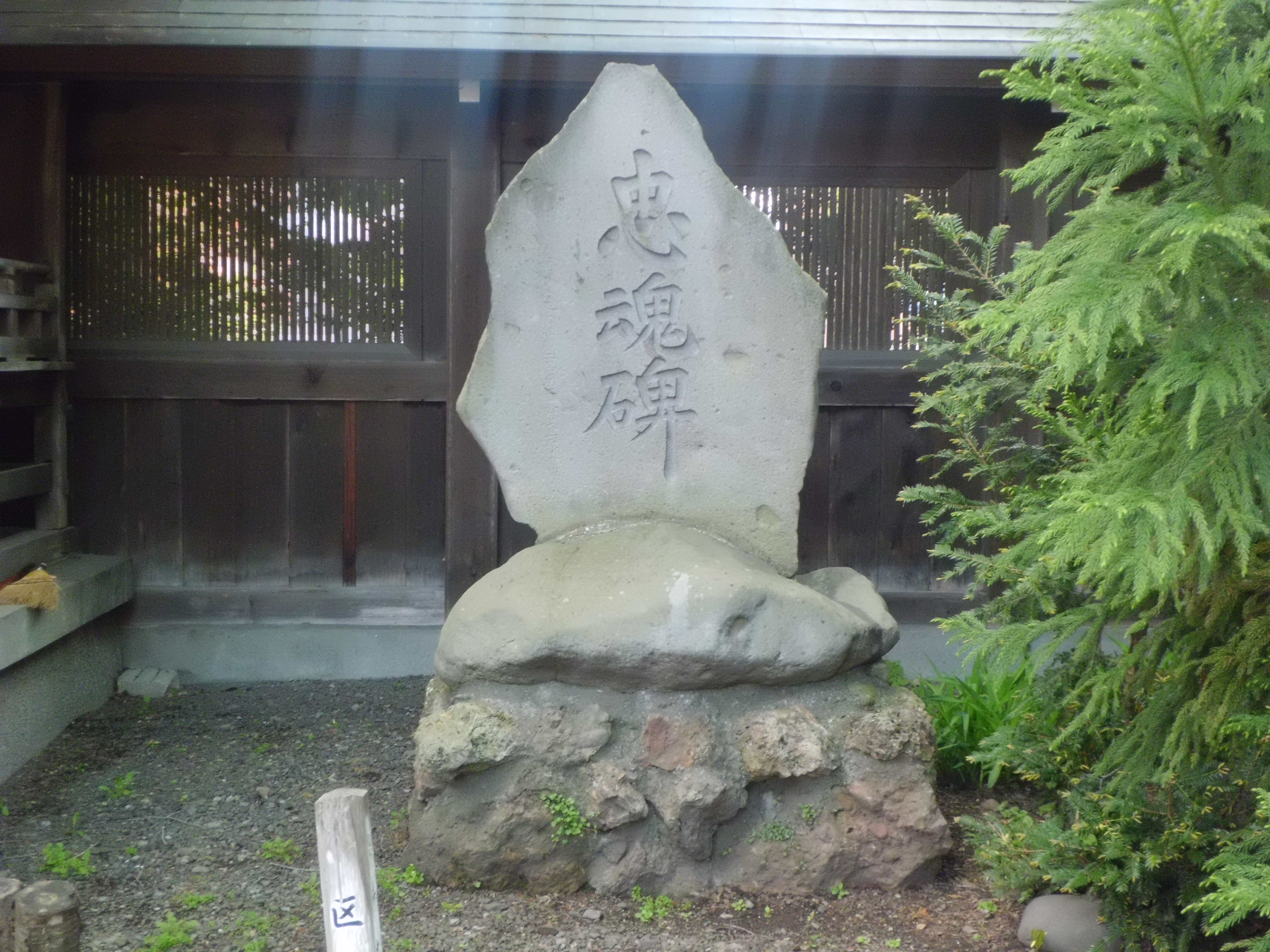
忠魂碑
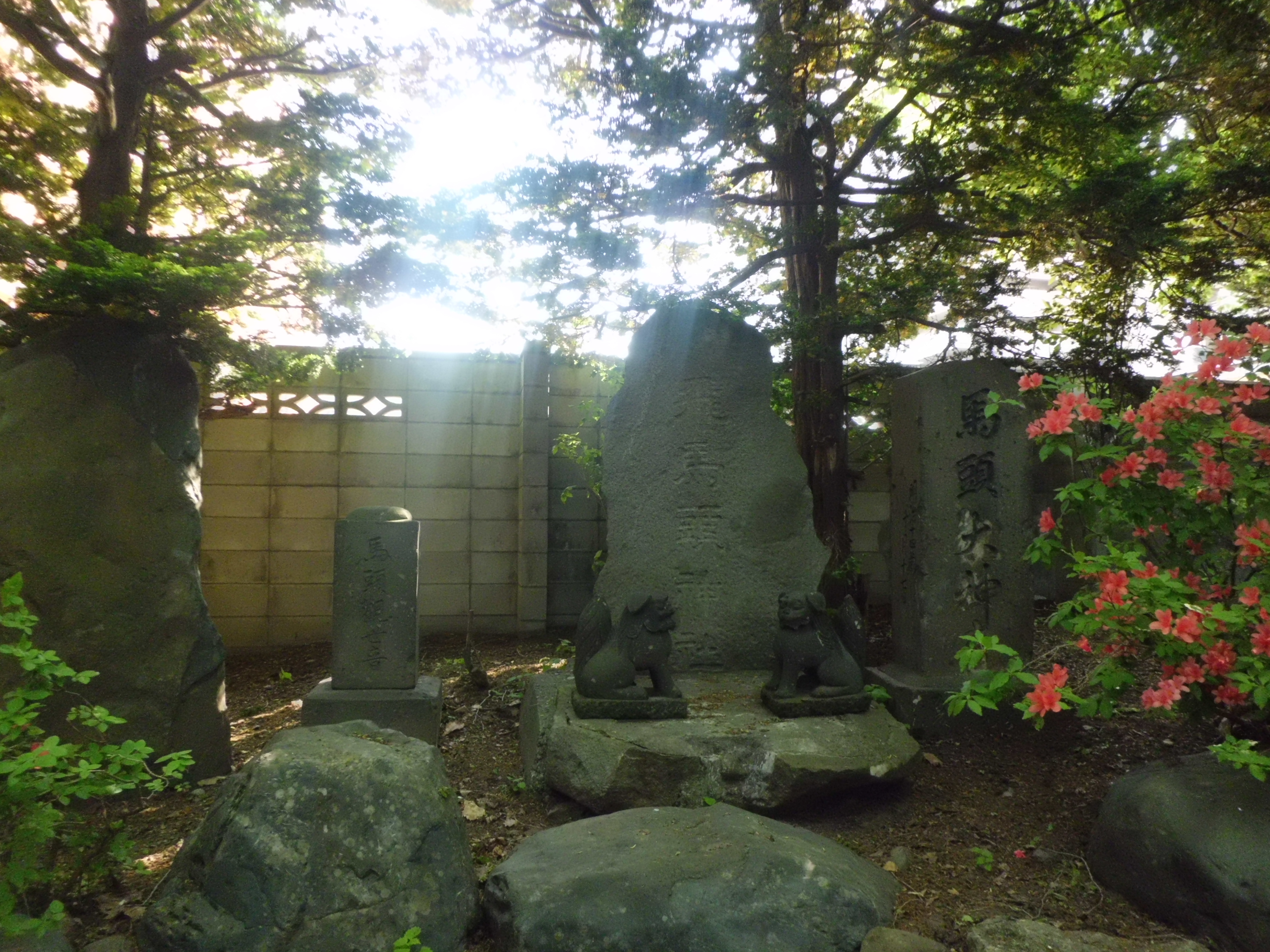
「飛馬頭神社」碑
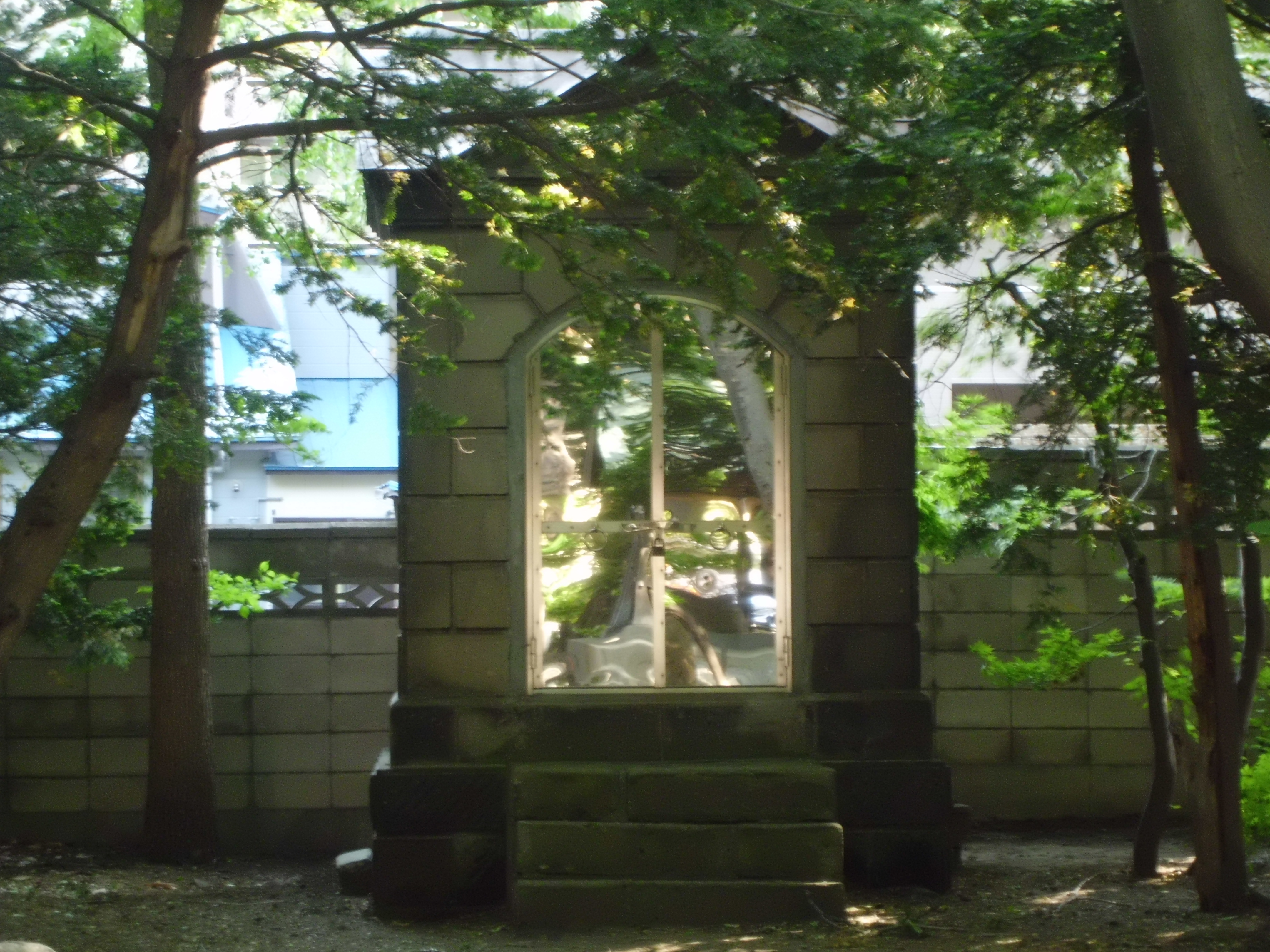
琴似小学校の奉安殿
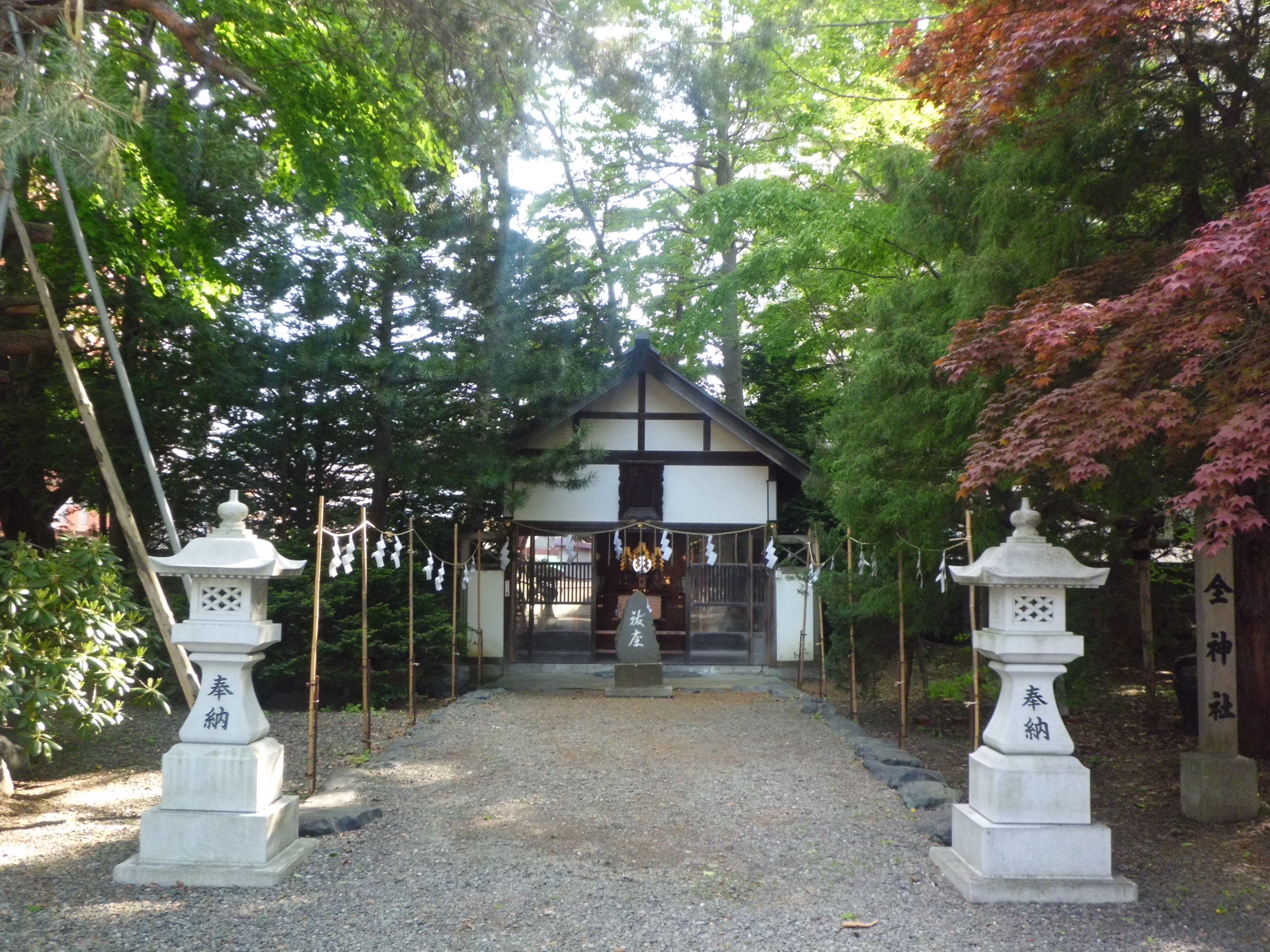
安全神社
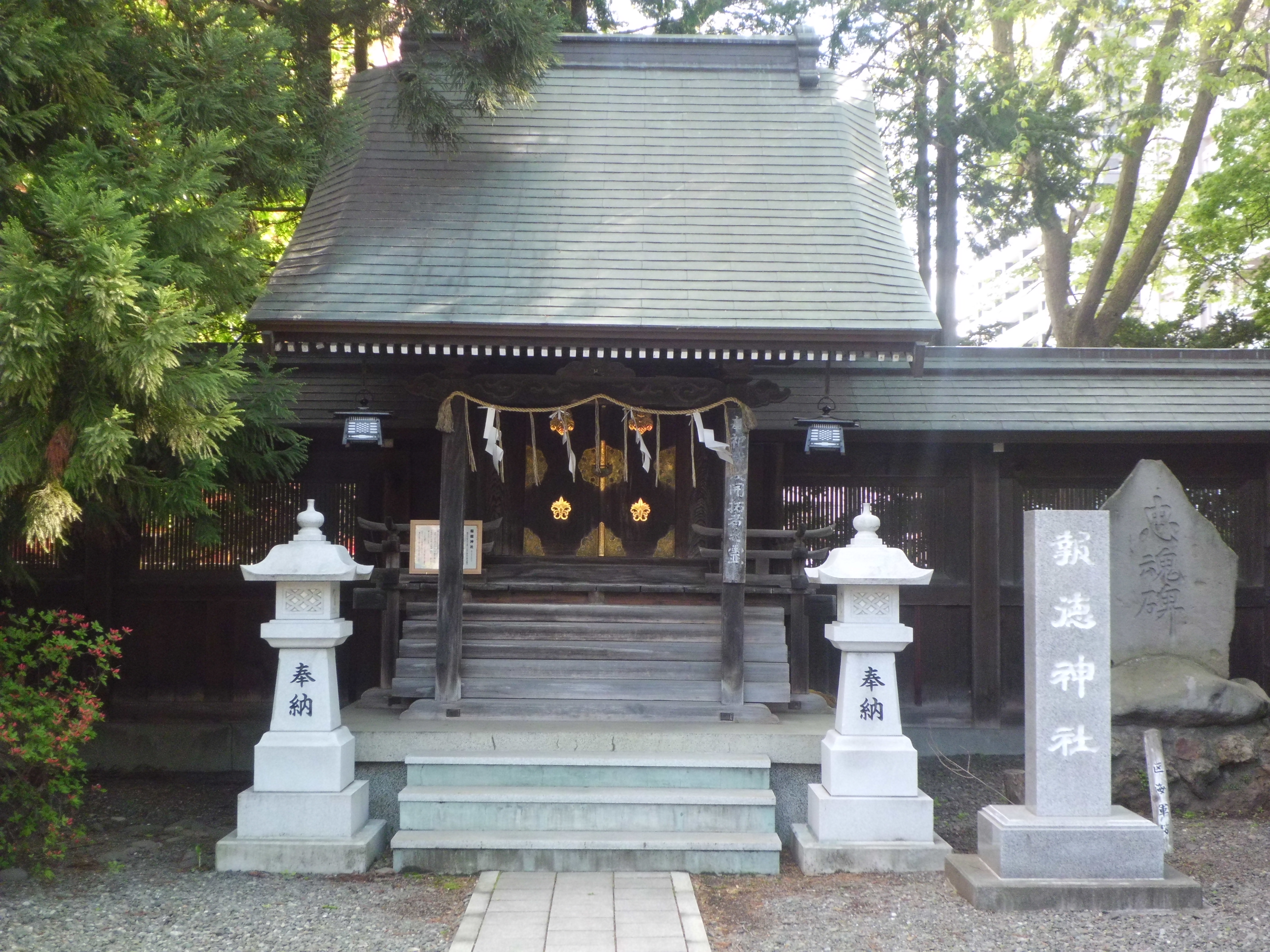
報徳神社
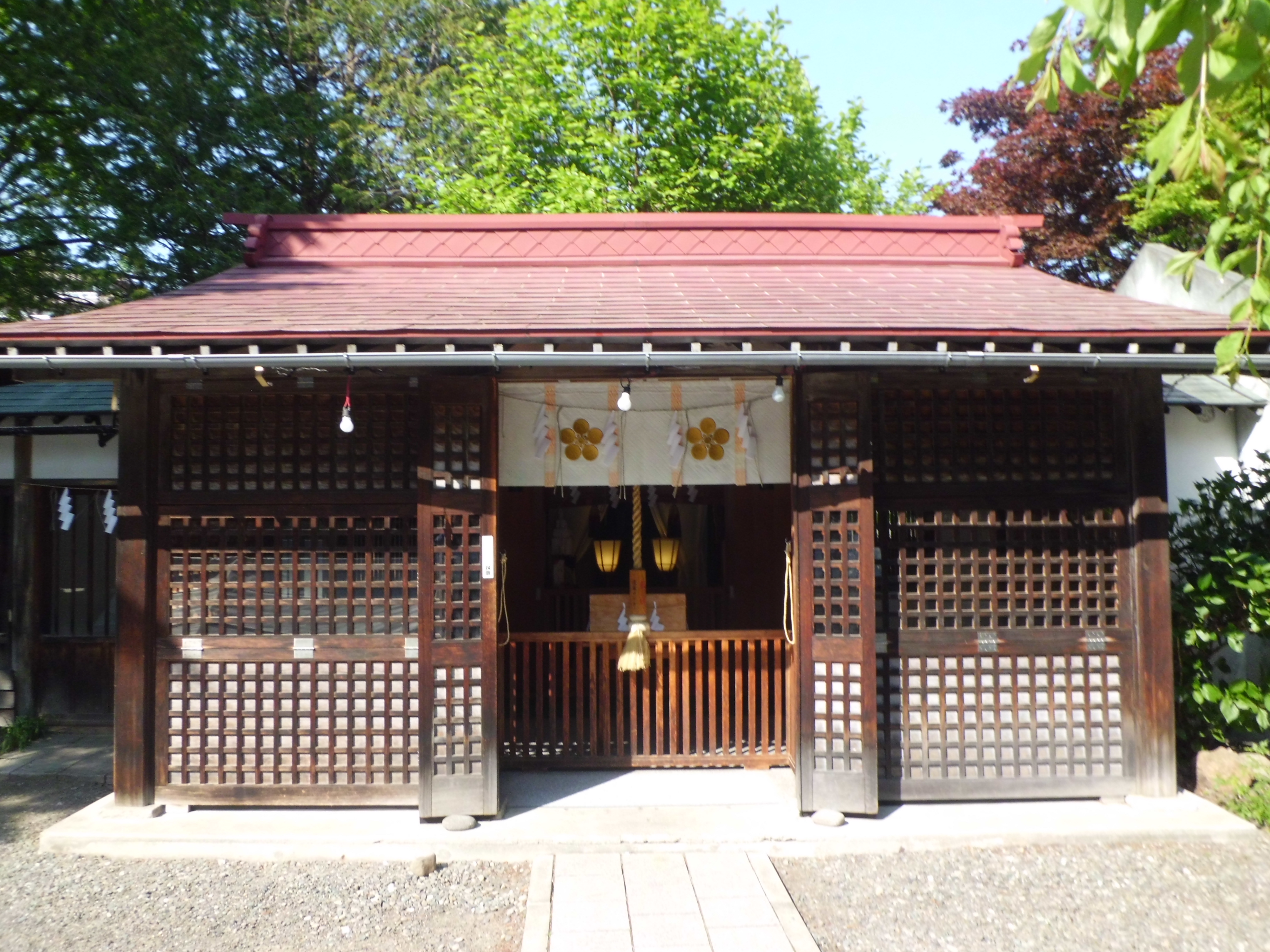
御門山琴似天満宮

## その他
2005年に神社で飼い始めた白いサモエド犬「雪男（ゆきお｝」による初詣客出迎えが2006年以降、元日の恒例行事となっている。「雪男をなでたら子宝に恵まれた」という参拝者が相次ぎ、神社では子宝祈願や安産祈願のお守りも作るようになった。